# フォチャ (トルコ)
フォチャ（Foça）は、トルコのイズミル県にあるilçeler（郡・区に該当する。トルコの地方行政区画参照）で、フォチャ市はイズミルから北北西約69kmのところに位置している。さらにフォチャ市から20km離れたところに、「新しいフォチャ」という意味のYenifoçaという町があり、地元では元々のフォチャをEskifoça（古いフォチャ）と呼んでいる。この2つのフォチャの間に、ポカイアという古都があった。
1275年、Yenifoçaは,ジェノヴァ共和国の支配を受ける。オスマン帝国時代2つのフォチャからは、ミョウバンが豊富に採れたため、ジェノヴァ人達は2つのフォチャを貸し出した。